# Steele County, Minnesota
Steele County är ett administrativt område i delstaten Minnesota i USA, med 36 576 invånare. Den administrativa huvudorten (county seat) är Owatonna.

## Politik
Steele County tenderar att rösta republikanskt. Republikanernas kandidat har vunnit countyt i samtliga presidentval under 2000-talet. I valet 2016 vann republikanernas kandidat med 58,4 procent av rösterna mot 32,5 för demokraternas kandidat.

## Geografi
Enligt United States Census Bureau har countyt en total area på 1 119 km². 1 112 km² av den arean är land och 7 km² är vatten.

### Angränsande countyn
- Rice County - norr
- Dodge County - öst
- Mower County - sydost
- Freeborn County - söder
- Waseca County - väst

### Orter
- Blooming Prairie (delvis i Dodge County)
- Ellendale
- Medford
- Owatonna (huvudort)